# راؤول ماديرو
راؤول ماديرو (بالإسبانية: Raúl Horacio Madero)‏ هو طبيب ولاعب كرة قدم أرجنتيني في مركز الدفاع، ولد في 21 مايو 1939 في بوينس آيرس في الأرجنتين، وتوفي في 24 ديسمبر 2021. شارك مع منتخب الأرجنتين لكرة القدم. أما مع النوادي، فقد لعب مع إستوديانتيس دي لا بلاتا وبوكا جونيورز وهوراكان.

## وصلات خارجية
- راؤول ماديرو على موقع الاتحاد الأوربي (الإنجليزية)
- راؤول ماديرو على موقع قاعدة بيانات كرة القدم.إي يو (الإنجليزية)
- راؤول ماديرو على موقع عالم كرة القدم.نت (الإنجليزية)